# Peterskirchen (Dietersburg)
Peterskirchen ist ein Gemeindeteil der Gemeinde Dietersburg im niederbayerischen Landkreis Rottal-Inn.

## Lage
Das Pfarrdorf Peterskirchen liegt am Peterskirchner Bach im Isar-Inn-Hügelland an der Staatsstraße 2109 etwa fünf Kilometer nordöstlich von Dietersburg.

## Geschichte
Peterskirchen war ursprünglich Sitz der Edlen von Peterskirchen. Willihalmus de Petreschirchen wird um 1140 als Siegelzeuge genannt. Später waren die Edlen von Grub die Herren von Peterskirchen: Konrad Gruber (1260), Erasmus Gruber (1400), Hermann Gruber (1491) und Wolfgang Gruber. Letzterer erhielt 1520 von Graf Ulrich von Ortenburg die Belehnung über einige Benutzungen von Schnecking.
Der letzte Gruber starb 1549. Ein Gemälde des Wappens der Edlen von Grub und eine Grabplatte befinden sich in der Pfarrkirche von Peterskirchen.
1565 ging der Besitz von Peterskirchen durch Kauf an die Pienzenauer über, denen das benachbarte Baumgarten schon seit 1456 gehörte. Friedrich Christoph von Pienzenaus Gedenkplatte aus Marmor befindet sich in der Pfarrkirche zu Peterskirchen. Wahrscheinlich war auch die Ritterrüstung, die bis 1904 in der Pfarrkirche stand und sich seitdem im Bayerischen Nationalmuseum in München befindet, von ihm.
1628 kam Peterskirchen nach dem Tod des Friedrich Christoph von Pienzenau durch Erbschaft an die von Perlaching. Durch Heirat vor 1640 wurde Hans Georg von Elsenberg Besitzer des Sitzes und der damit verbundenen niederen Gerichtsbarkeit. Vermutlich 1673 verkaufte Hans Georg von Elsenberg-Hienheim Peterskirchen als Pertinenz der Hofmark Baumgarten an die Grafen von Rheinstein-Tattenbach.
Mit der Hofmark Baumgarten wechselte vermutlich 1821 der Sitz Peterskirchen an die Grafen Arco-Valley. 1824 wurde von den Grafen von Arco das ziemlich verfallene und reparaturbedürftige Schloss für 200 Gulden an Lorenz Glas verkauft. Glas war über die beträchtliche Zeitspanne von 1811 bis 1871 Lehrer, Organist und Mesner in Peterskirchen. Die große „Binderstube“ des Schlosses wurde von 1820 bis zum Bau eines neuen Schulgebäudes 1864 als Schulzimmer benutzt. Die weiteren Besitzer waren Anton Glas, Josef Glas, Erik Zimen und Familie Lipinski.
Peterskirchen war früher ein Zentrum der Töpferei. Etwa um 1750 holte der Graf von Tattenbach die im Westerwald arbeitslos gewordenen Töpfer nach Peterskirchen. Den Steinzeugton, den man bei Temperaturen bis 1300 Grad brennen konnte, holten sie aus dem nahen Saugarten, einem Waldstück zwischen Peterskirchen und Baumgarten. Auch Holz und Salz für die spezielle Salzglasur war leicht zu beschaffen. Vor allem durch diese Salzglasur waren die Töpfereiprodukte von Peterskirchen für Wasserleitungen, Vorratstöpfe, Bierkrüge, Wasserflaschen und Wasserkrüge geeignet. Weil auch viele „Voglnirscherl“ (Futternäpfe für Vögel) hergestellt wurden, war Peterskirchen bis ins 20. Jahrhundert als „Voglnirscherldorf“ bekannt. Außerdem wurden Ofenkacheln, Mörser, Salbenkacherl, Bratpfannen und Ballons hergestellt. Als sich zu Beginn des 20. Jahrhunderts das Eisen- und Blechgeschirr durchsetzte, ging die Ära der Töpferei in Peterskirchen zu Ende.
Der letzte Brand in Peterskirchen, das seit Anfang des 19. Jahrhunderts zur Gemeinde Baumgarten gehörte, war etwa 1903. Mit der Gemeinde Baumgarten gelangte Peterskirchen im Zuge der Gebietsreform in Bayern am 1. Juli 1971 zur Gemeinde Dietersburg.
In kirchlicher Hinsicht war Peterskirchen ursprünglich Filiale von Johanniskirchen. 1860 Expositur, wurde 1902 die Pfarrei Peterskirchen errichtet.

## Sehenswürdigkeiten
- Die spätgotische Pfarrkirche St. Peter und Paul wurde etwa um 1470 von den Edlen von Grub erbaut. Der Turm besaß ursprünglich ein Satteldach und erhielt erst 1878 seine heutige Höhe. Die Kirche besitzt ein Netzgewölbe mit Resten von Malereien des 16. Jahrhunderts. Die Einrichtung ist größtenteils neugotisch. Die frühere Grabkapelle der Pienzenauer an der Nordseite wurde in der Barockzeit umgebaut und erhöht. 1878 wurde darin der Antoniusaltar aufgestellt.
- Schloss Peterskirchen wurde in der ersten Hälfte des 16. Jahrhunderts im Stil der Frührenaissance gebaut. Es ist in Privatbesitz.

## Bildung und Erziehung
- Grundschule Peterskirchen

## Vereine
- Förderverein Wachkomapatienten Peterskirchen
- Freiwillige Feuerwehr Peterskirchen
- Katholischer Frauenbund Peterskirchen-Baumgarten
- Kindernaturschutz-Gruppe „Schwaiberl-aktiv“ Peterskirchen
- Volleyballgemeinschaft Peterskirchen
- Dart-Club Old Brackas www.oldbrackas.de